# سن خوان ده لا ماگوانا
سن خوان ده لا ماگوانا (به لاتین: San Juan de la Maguana) یک شهر در جمهوری دومینیکن است که در سانتو دومینگو واقع شده است.

## خصوصیات
سن خوان ده لا ماگوانا ۱٬۸۷۶٫۲۱ کیلومترمربع مساحت و ۱۶۹٬۰۳۲ نفر جمعیت دارد و ۴۱۵ متر بالاتر از سطح دریا واقع شده است.